# ستار سیتی، ساسکاچوان
ستار سیتی، ساسکاچوان (به انگلیسی: Star City, Saskatchewan) یک منطقهٔ مسکونی در کانادا است که در ساسکاچوان واقع شده‌است. ستار سیتی ۷٫۵ کیلومتر مربع مساحت و ۴۶۰ نفر جمعیت دارد.